# St. Veit an der Gölsen
St. Veit an der Gölsen, Sankt Veit an der Gölsen – gmina targowa w Austrii, w kraju związkowym Dolna Austria, w powiecie Lilienfeld. Według Austriackiego Urzędu Statystycznego liczyła 3910 mieszkańców (1 stycznia 2014).